# フォッローニカ
フォッローニカ（伊: Follonica）は、イタリア共和国トスカーナ州グロッセート県にある、人口約20,000人の基礎自治体（コムーネ）。

## 地理

### 位置・広がり

#### 隣接コムーネ
隣接するコムーネは以下の通り。括弧内のLIはリヴォルノ県所属を示す。
- マッサ・マリッティマ
- ピオンビーノ (LI)
- スカルリーノ
- スヴェレート (LI)

### 気候分類・地震分類
フォッローニカにおけるイタリアの気候分類 (it) および度日は、zona D, 1527 GGである。
また、イタリアの地震リスク階級 (it) では、zona 4 (sismicità molto bassa) に分類される。

## 姉妹都市
- シャルルロワ、ベルギー - 1964
- Kołobrzeg、ポーランド - 2007
- Hedemora、スウェーデン - 2009
- Waldkirch、ドイツ - 2014